# 铎山镇
铎山镇，是中华人民共和国湖南省娄底市冷水江市下辖的一个乡镇级行政单位。

## 行政区划
铎山镇下辖以下地区：
铎山社区、北元村、城山村、大坪村、合林村、花桥村、龙光村、龙潭山村、眉山村、青龙村、石湾村、石溪村、石柱村、塘溪村、王家村、咸宜村、新枫村和新台村。